# Lista de bairros de Vitória (Espírito Santo)
O município de Vitória, capital do estado do Espírito Santo, é dividido em 2 Distritos (Vitória e Goiabeiras) e subdividido em 9 Regiões Administrativas (RAs) e 80 bairros, listados a seguir:
| Distrito   | RA   | Nome da região              | Bairros | Imagem                              |
| ---------- | ---- | --------------------------- | --- | ----------------------------------- |
| Vitória    | I    | Zona Sul (Centro)           | Centro • Do Moscoso • Fonte Grande • Ilha do Príncipe • Parque Moscoso • Piedade • Santa Clara • Vila Rubim                                                                                   | Centro                              |
| Vitória    | II   | Santo Antônio               | Ariovaldo Favalessa • Alagoano • Bela Vista • Caratoíra • Do Cabral • Do Quadro • Estrelinha • Grande Vitória • Inhanguetá • Mário Cypreste • Santo Antônio • Santa Tereza • Universitário    |                                     |
| Vitória    | III  | Jucutuquara                 | Bento Ferreira • Consolação • Cruzamento • De Lourdes • Forte São João • Fradinhos • Gurigica • Horto • Ilha de Santa Maria • Jesus de Nazareth • Jucutuquara • Monte Belo • Nazareth • Romão | Bento Ferreira                      |
| Vitória    | IV   | Maruípe                     | Andorinhas • Bonfim • Da Penha • Itararé • Joana d'Arc • Maruípe • Santa Cecília • Santa Martha • Santos Dumont • São Benedito • São Cristóvão • Tabuazeiro                                   |                                     |
| Vitória    | V    | Zona Leste (Praia do Canto) | Barro Vermelho • Enseada do Suá • Ilha do Boi • Ilha do Frade • Praia do Canto • Praia do Suá • Santa Helena • Santa Lúcia • Santa Luíza                                                      | Praia do Canto                      |
| Vitória    | VII  | Zona Oeste (São Pedro)      | Comdusa • Conquista • Ilha das Caieiras • Nova Palestina • Redenção • Resistência • Santo André • Santos Reis • São José • São Pedro                                                          |                                     |
| Goiabeiras | VI   | Zona Norte (Goiabeiras)     | Aeroporto • Antônio Honório • Goiabeiras • Jabour • Maria Ortiz • Segurança do Lar • Solon Borges                                                                                             | Aeroporto e bairro Jabour           |
| Goiabeiras | VIII | Jardim Camburi              | Jardim Camburi • Parque Industrial | Porto de Tubarão, Parque Industrial |
| Goiabeiras | IX   | Jardim da Penha             | Boa Vista • Jardim da Penha • Mata da Praia • Morada de Camburi • Pontal de Camburi • República                                                                                               | Mata da Praia em 2006               |

## Bairros não-oficiais
Áreas não reconhecidas oficialmente como bairros pela Prefeitura Municipal de Vitória, mas consideradas por parte da população local como tal.
| Sub-bairro ou logradouro                | Bairro contedor |
| --------------------------------------- | --------------- |
| Nossa Senhora Aparecida                 | Bela Vista      |
| Alto Caratoíra                          | Caratoíra       |
| Volta de Caratoíra                      | Caratoíra       |
| Morro do Pinto                          | Santo Antônio   |
| Alto Consolação                         | Consolação      |
| Constantino                             | Gurigica        |
| Morro da Floresta                       | Gurigica        |
| Jaburu                                  | Gurigica        |
| Rio Branco                              | Jucutuquara     |
| Eucalipto                               | Bonfim          |
| Alto Bonfim                             | Bonfim          |
| Engenharia                              | Itararé         |
| Alto Itararé (Estrela)                  | Itararé         |
| Mangue Seco                             | Joana d'Arc     |
| Vila Maria                              | Maruípe         |
| Alto Tabuazeiro (Morro do Macaco)       | Tabuazeiro      |
| São José                                | Praia do Suá    |
| Alto de Santa Helena (Morro da Garrafa) | Praia do Suá    |
| Atlântica Ville                         | Jardim Camburi  |
| Chapada                                 | Morro do Quadro |